# 1822
1822 (số La Mã: MDCCCXXII) là một năm thường bắt đầu vào thứ Ba trong lịch Gregory.

## Sinh
- 2 tháng 1 – Nguyễn Phúc Đoan Thận, phong hiệu Tân Hòa Công chúa, công chúa con vua Minh Mạng (m. 1866).
- 21 tháng 2 – Nguyễn Phúc Miên Vũ, tước phong Lạc Hóa Quận công, hoàng tử con vua Minh Mạng (m. 1849).
- 17 tháng 3 – Nguyễn Phúc Miên Tống, tước phong Hà Thanh Quận công, hoàng tử con vua Minh Mạng (m. 1858).
- 27 tháng 4 – Ulysses S. Grant, Tổng thống thứ 18 của Mỹ (m. 1885)
- 21 tháng 10 – Nguyễn Phúc Miên Tể, tước phong Nghĩa Quốc công, hoàng tử con vua Minh Mạng (m. 1844).
- 27 tháng 12 – Louis Pasteur (m. 1895).
- Không rõ – Nguyễn Phúc Nhàn Thận, phong hiệu Quỳnh Lâm Công chúa, công chúa con vua Minh Mạng (m. 1849).
- 1 tháng 7 – Nguyễn Đình Chiểu, nhà thơ (m. 1888)

## Mất
- Không rõ – Nguyễn Văn Nhơn, một trong Ngũ hổ tướng triều Nguyễn (s. 1753).